# 永野猛蔵
永野 猛蔵（ながの たけぞう、2002年9月8日 - ）は、かつて日本中央競馬会（JRA）に所属していた元騎手。現在は佐賀県競馬組合・真島元徳厩舎所属の厩務員（バレット兼務）。

## 来歴・人物
新潟県新潟市の自営業の家庭に生まれる。幼少のころから馬に興味を持ち、小学5年生のときに新潟競馬場の乗馬スポーツ少年団に加入し乗馬を始める。
2015年10月11日、東京競馬場で行われた第7回ジョッキーベイビーズに東北地区代表として出場する（8着）。
2018年に競馬学校騎手課程37期生として入学。同期には永野と同じ第7回ジョッキーベイビーズに出場した横山琉人のほか、小沢大仁、角田大和、永島まなみ、西谷凜、松本大輝、古川奈穂がいる。
実習期間中から美浦トレーニングセンター・伊藤圭三厩舎に所属。2021年に騎手免許を取得。
エージェントは柴田善臣や黛弘人と同じ、専門紙「競馬エイト」美浦担当トラックマンである高尾幸司が務めていた。
目標騎手として、武豊と内田博幸を挙げている。

### 2021年
2月9日、JRA騎手免許試験に合格。
3月6日、中山競馬第3競走でデビュー。自厩舎のタマモヒップホップに騎乗して1着。デビュー戦での勝利はJRA史上48人目となる。そのおよそ1時間前の阪神競馬第3Rでは、同じくこの日にデビューを迎えた小沢大仁が初騎乗で初勝利を挙げており、JRAの新人騎手2人が同日に初騎乗初勝利を挙げたのは1981年3月1日の宮徹・東田幸男以来、40年ぶりの記録となった。
6月6日の東京競馬第12競走・小金井特別でヘライア（美浦・加藤征弘厩舎）に騎乗して見習騎手の減量特典が無い特別競走で初勝利を達成。8月8日には自厩舎のタマモブトウカイで重賞競走に初騎乗（レパードステークス・10着）。
2021年は29勝を挙げ、顕著な成績を残した関東の新人騎手に贈られる民放競馬記者クラブ賞に選出された。

### 2022年
1月22日の中山競馬第3R競走で1着となり、GI競走に騎乗可能となる通算31勝に到達。減量特典も▲印（3kg減）から△印（2kg減）となる。
2月12日、東京競馬第6競走でゴール入線後に落馬した際に、右鎖骨を骨折して約1か月休養した。3月12日より実戦に復帰した。
6月21日、船橋競馬第10競走・JRA交流ファンシーサドル特別でボルカンバル（栗東・村山明厩舎）に騎乗して1着となり、地方競馬初勝利を挙げた。
7月17日、福島競馬第7R競走の本馬場入場後に落馬し、左鎖骨骨折と診断され休養。9月3日より競馬に復帰した。
10月8日の東京競馬第1競走で1着となり、JRA・地方合計で通算51勝に到達。10月15日より減量特典が△印（2kg減）から☆印（1kg減）となる。
前年に続き出場したヤングジョッキーズシリーズは、トライアルラウンドで盛岡、大井、川崎の3場・6鞍に騎乗、合計63ポイントを挙げJRA東日本3位となり、前年果たせなかったファイナルラウンドへの進出を決定させた。そのファイナルラウンドは12月16日・名古屋競馬場と翌17日・中京競馬場で行われ、名古屋で2鞍騎乗して3着・6着。中京で2鞍騎乗して2着・10着となり、合計44ポイントで3位となった。
2022年は前年を上回る30勝を挙げ、加えて年間勝利数30勝以上・制裁点数が10点以下だった騎手が対象となるフェアプレー賞を受賞した。

### 2023年
1月22日の中山競馬第12レースでスリートップキズナ（1着）に騎乗した際、4コーナーで十分な間隔がないのに先行馬を追い抜いたため、5頭の進路が狭くなった件について2月4・5日と2日間の騎乗停止となった。
4月30日の京都競馬第11レース・第167回天皇賞（春）においてエンドロール（美浦・青木孝文厩舎）でGIレース初騎乗を果たす（12番人気7着）。
優勝を目指して出場したヤングジョッキーズシリーズは、トライアルラウンドで川崎、盛岡、大井の3場・6鞍に騎乗、合計62ポイントを挙げJRA東日本3位となり、2年連続ファイナルラウンドへの進出を決定させた。そのファイナルラウンドは12月13日川崎競馬場と12月16日中山競馬場で行われ、川崎で2鞍騎乗して4着・1着と首位通過。しかし中山で2鞍騎乗して9着・5着となり、合計54ポイントで4位となった。

### 2024年
1月7日の中山競馬第2競走騎乗中に負傷し、左肩負傷の診断。以降のレースはすべて乗り替わり、その後約3週間の休養を経て調教、レースに復帰。
2月3日の東京競馬第12競走で自厩舎のタマモロックに騎乗して復帰後初勝利、2024年の初勝利を飾った。翌日の東京競馬第12競走で同じく自厩舎のタイセイジャスパーに騎乗して2勝目を挙げた。
本年からは本格的に北海道開催に参加し、6月16日の函館競馬では自身初となる1日4勝及びメインレース初勝利を挙げた。これにより中央・地方通算で101勝に到達、見習騎手を卒業する。
7月6日の函館第11競走・マリーンステークス（オープン）でナチュラルハイ（美浦・黒岩陽一厩舎）に騎乗して1着、現役91人目のJRA通算100勝を達成する。

### 騎手引退
2024年10月7日、JRAは永野について、10月5日から6日にかけて東京競馬場内の調整ルームにスマートフォンを持ち込み通信していた事実が判明したことより、10月8日から裁定委員会の議定があるまで騎乗を停止すると発表した。この処分により騎乗予定であったヤングジョッキーズシリーズトライアルラウンドの川崎・船橋ともに騎乗変更となった。
11月13日、JRAは永野から提出された騎手免許の取消申請を受理し、同日付けで騎手免許を取り消した
。本件についてJRAが調査を進めていたが、調整ルームに入室する際にスマートフォン（1台目）を提出していたものの、実際は別のスマートフォン（2台目）を持ち込み、発覚までの1年4か月間に渡り継続的に使用していた事実が判明、さらに骨折休養期間中に親族に対して馬券予想行為を行っていたことが新たに分かった。予想行為の対象は伊藤圭三厩舎の所属馬や自身が騎乗した馬ではなかったが、これらの調査をもとに、同日の1回目の裁定委員会で12か月の騎乗停止処分が内示された。美浦トレーニングセンターの赤井誠公正室長によると、以前より本人から引退の意向は伝えられていたが、本日の処分内容を通知した際に本人から正式に取消申請が提出されたためこれを受理したとコメントした。
自身が所有する競走馬に多く騎乗機会を与え、公私とも交流のあった馬主の西山茂行（西山興業グループ代表）が自身のブログ投稿で明かしたところによれば、事案発覚後、早々に永野は騎手を辞めることを関係者に示しており、西山も含めた関係者から「我慢して騎乗停止期間を耐える」よう説得を行っていたが、本人の騎手引退の意志は固かったという。また、永野と調教報告などを含めて通信を行ったとされる相手の調教助手も、事案発覚後に厩舎を退職したという。

### 引退後そして再出発
引退後は実家のある新潟に一度戻った後、知り合いの誘いを受けて、2025年3月中旬より佐賀競馬場の真島元徳厩舎の厩務員に転身した。佐賀県競馬組合は永野の引退の要因となったスマートフォンの業務エリアへの持ち込みや親族への予想行為などを含め、厩務員として認定される前に念入りに面接による調査を行い、永野に反省が見られたことから厩務員として従事することに問題ないと判断。また、地方競馬の統括機関である地方競馬全国協会も永野の従事に問題ないとの意見が出されたため、晴れて採用されることとなった。本業として所属馬の調教を担当し、4月からは競馬開催日には佐賀競馬所属の石川慎将、金山昇馬、青海大樹の3名の騎手のバレットを担当している（西日本の地方競馬では初のバレット）。
同年4月13日、佐賀競馬場で行われた第2回佐賀がばいスプリントオープンで石川倭騎乗のネオシエル（真島元徳厩舎）が優勝。さがけいば公式X（旧Twitter）に掲載された口取り写真にバレットのビブスを着用した永野の姿があった。これを受けて馬主の西山茂行は自身のXにおいて永野はJRA騎手引退後は故郷に帰り、競馬の仕事から離れることも考えたが年明けくらいから競馬の仕事がしたくなり、先輩の紹介で3月19日から佐賀競馬の真島元徳厩舎で働き始めたこと。また一緒に口取り写真を撮りたいので2頭を真島元徳厩舎にお願いしたことを明らかにした。永野の再出発を全力で応援するとも表明している。

## 人物
- 西山茂行によれば、永野は競馬学校騎手課程在籍時、教官から「時間には正確で真面目」という評があり、東京競馬場のスタッフからも「いつも1番乗りで検量室に来て鞍を磨いています。清掃係の人にもきちんと挨拶をする良い子です」と評価を得ていた。以前に時間にルーズな新人騎手を受け入れた事で味わった苦い経験から時間には厳しく、滅多に新人騎手を受け入れなかった伊藤圭三は教官の推薦もあり、永野を受け入れている[28]。

## 騎乗成績

### 概要
|                | 日付          | 競馬場・開催  | 競走名         | 馬名               | 頭数 | 人気 | 着順 |
| -------------- | ------------- | ------------- | -------------- | ------------------ | ---- | ---- | ---- |
| 初騎乗・初勝利 | 2021年3月6日  | 2回中山3日3R  | 3歳未勝利      | タマモヒップホップ | 16頭 | 3    | 1着  |
| 重賞初騎乗     | 2021年8月8日  | 3回新潟6日11R | レパードS      | タマモブトウカイ   | 15頭 | 13   | 10着 |
| GI初騎乗       | 2023年4月30日 | 1回京都4日11R | 天皇賞・春     | エンドロール       | 17頭 | 12   | 7着  |
| 最終騎乗       | 2024年10月6日 | 4回東京2日12R | 3歳上2勝クラス | トリグラフ         | 16頭 | 10   | 14着 |

### 年度別成績

#### 中央競馬
| 年度   | 1着 | 2着 | 3着 | 騎乗数 | 勝率 | 連対率 | 複勝率 | 表彰                 |
| ------ | --- | --- | --- | ------ | ---- | ------ | ------ | -------------------- |
| 2021年 | 29  | 27  | 34  | 620    | .047 | .090   | .145   | 民放競馬記者クラブ賞 |
| 2022年 | 30  | 42  | 29  | 656    | .046 | .110   | .154   | フェアプレー賞       |
| 2023年 | 24  | 32  | 32  | 719    | .033 | .078   | .122   | なし                 |
| 2024年 | 28  | 38  | 35  | 506    | .055 | .103   | .200   | なし                 |
| 中央   | 111 | 139 | 130 | 2501   | .044 | .100   | .152   |                      |

出典: JRA日本中央競馬会 騎手名鑑の過去成績より

#### 地方競馬
| 年度   | 1着 | 2着 | 3着 | 騎乗数 | 勝率 | 連対率 | 複勝率 |
| ------ | --- | --- | --- | ------ | ---- | ------ | ------ |
| 2021年 | 0   | 0   | 1   | 7      | .000 | .000   | .143   |
| 2022年 | 3   | 0   | 2   | 14     | .214 | .214   | .357   |
| 2023年 | 5   | 1   | 1   | 18     | .278 | .333   | .389   |
| 2024年 | 0   | 0   | 0   | 3      | .000 | .000   | .000   |
| 地方   | 8   | 1   | 4   | 42     | .190 | .214   | .310   |

出典: 地方競馬全国協会 データ情報・オッズパークより